# Heinrich Göppert (Rechtswissenschaftler)
Heinrich Göppert (* 21. Dezember 1867 in Breslau; † 22. März 1937 in Bonn) war ein deutscher Jurist und Unterstaatssekretär.

## Leben und Wirken
Als Sohn von Heinrich Robert Göppert und seiner Frau Erika, geb. Stimming (einer Tochter von Albert Stimming?), studierte Göppert Rechtswissenschaft. 1894 wurde er an der Friedrich-Wilhelms-Universität Berlin zum Dr. iur. promoviert. 1891 wurde er Referendar am Kammergericht und 1895 Gerichtsassessor bei den Berliner Amtsgerichten. 
Nach drei Jahren im Reichsjustizamt ging Göppert 1901 als Landrichter nach Kiel. 1906 wurde er Vortragender Rat und 1914 Unterstaatssekretär im Preußischen Ministerium für Handel und Gewerbe. Er war dort Dezernent für Börsen-, Banken-, Währungs- und Münzangelegenheiten. Zugleich war er von 1909 bis 1914 Staatskommissar an der Börse Berlin. 1917 wurde er zum Unterstaatssekretär im neuen Reichswirtschaftsamt berufen.
Als der Freistaat Preußen „monarchische“ Beamte loswerden wollte, wurde Göppert 1919 als Wirklicher Geheimer Regierungsrat mit 52 Jahren vorzeitig pensioniert. Er übernahm eine Professur für Handels-, Arbeits- und Wirtschaftsverwaltungsrecht in Bonn und war Vorsitzender der deutschen Delegation bei der Pariser Friedenskonferenz 1919. In Bonn gründete er das Industrierechtliche Seminar der Universität. Die Bonner Professur musste er 1935 wegen seiner jüdischen Vorfahren auf Druck der Nationalsozialisten aufgeben.

## Werke
- Über das Börsengeschäft in Termingeschäften in Wertpapieren, 1914.
- Das Gesetz über die Entsendung von Betriebsratsmitgliedern in den Aufsichtsrat, 1922.
- Staat und Wirtschaft, 1924.
- Börse und Publikum, 1930.
- Die rechtliche Natur zur Zulassung zum Börsenbesuche, 1931.
- Das Recht der Börsen, 1932.